# Mauldre
Mauldre – rzeka we Francji, przepływająca przez teren departamentu Yvelines, o długości 34,7 km. Stanowi dopływ rzeki Sekwana.